# كيت طومسون
كيت طومسون (بالإنجليزية: Kate Thompson)‏ (و. 1959 – م) هي ممثلة، وكاتِبة، من جمهورية أيرلندا، ولدت في بلفاست.

## وصلات خارجية
- كيت طومسون على موقع IMDb (الإنجليزية)